# Canon EF 20mm
Canon EF 20mm f/2.8 USM è un obiettivo prodotto da Canon Inc.. Ha un attacco EF ed è quindi compatibile con tutte le macchine fotografiche reflex della serie EOS. È l'unico obiettivo EF con lunghezza focale di 20 mm, tale valore lo caratterizza come ultra grandangolare. Su un corpo dotato di sensore APS-C l'angolo di campo diviene equivalente a quello di un obiettivo 32 mm, classificato come grandangolare. È dotato di motore USM ad anello con full time manual, autofocus interno, elemento frontale fisso e lunghezza barilotto costante. Lo schema ottico prevede undici elementi in nove gruppi, senza alcuna lente speciale. Le prestazioni sono considerate buone in valore assoluto, ma non all'altezza delle ottiche fisse più recenti; alcuni obiettivi zoom serie L possono ben competere con questa lente.

## Specifiche
| Attributo                        | f/2.8 USM   |
| -------------------------------- | ----------- |
| Immagine                         |             |
| Stabilizzatore d'immagine        | No          |
| motore ultrasonico               | Sì          |
| Serie L                          | No          |
| Ottiche diffrattive              | No          |
| Lenti asferiche                  | No          |
| Macrofotografia                  | No          |
| Apertura massima                 | 2.8         |
| Apertura minima                  | 22          |
| Peso                             | 405 g       |
| Diametro massimo                 | 77.5 mm     |
| Lunghezza                        | 70.6 mm     |
| Diametro del filtro              | 72 mm       |
| Angolo di campo orizzontale      | 84°         |
| Angolo di campo verticale        | 62°         |
| Angolo di campo diagonale        | 94°         |
| Gruppi/elementi                  | 9/11        |
| N. di lamelle del diaframma      | 5           |
| Distanza minima di messa a fuoco | 0.25 m      |
| Data di lancio                   | giugno 1992 |